# Armijski odjel D
Armijski odjel D (njem. Armeeabteilung D) je bila vojna formacija njemačke vojske u Prvom svjetskom ratu. Tijekom Prvog svjetskog rata djelovala je na Istočnom bojištu.

## Povijest
Armijski odjel D je pod imenom Armijski odjel Scholtz formiran 8. listopada 1915. godine. Odjel je formiran na osnovi jedinica XX. korpusa i jedinica južnog krila Armije Njemen. Prvim zapovjednikom odjela imenovan je general topništva Friedrich von Scholtz po kojem je odjel, sukladno tadašnjoj praksi u njemačkoj vojsci, dobio u početku i ime.

Scholtz je armijskim odjelom zapovijedao do siječnja 1917. kada je njegovim zapovjednikom imenovan general poručnik Oskar von Hutier. Istodobno armijski odjel je preimenovan u Armijski odjel D. Hutier je armijskim odjelom zapovijedao svega tri mjeseca jer je u travnju 1917. preuzeo zapovjedništvo nad 8. armijom. Na mjestu zapovjednika zamijenio ga je general pješaštva Günther von Kirchbach kojega je u prosincu 1917. na mjestu zapovjednika zamijenio general topništva Hans von Kirchbach, inače njegov rođak.
Armijski odjel D rasformiran je 2. listopada 1918. kada je ušao u sastav Grupe armija Kiew.

## Zapovjednici
Friedrich von Scholtz (8. listopada 1915. – 2. siječnja 1917.)

Oskar von Hutier (2. siječnja 1917. – 22. travnja 1917.)

Günther von Kirchbach (22. travnja 1917. – 12. prosinca 1917.)

Hans von Kirchbach (12. prosinca 1917. – 2. listopada 1918.)

## Vanjske poveznice
(eng.) Armijski odjel D na stranici PrussianMachine.com

(njem.) Armijski odjel D na stranici Deutschland14-18.de  Arhivirana inačica izvorne stranice od 23. rujna 2015. (Wayback Machine)

(njem.) Armijski odjel D na stranici Wiki-de.genealogy.net